# Десанка Ћуић-Качар
Десанка Ћуић-Качар је партизанска пјесникиња.
Рођена је 1926. године у селу Ћујића Крчевина, код Плитвичких језера у Лици. Већ у основној школи и на школским приредбама истиче се својим стиховима, пјесмама и пјевањем.
У мају 1942. године настаје позната пјесма На Кордуну гроб до гроба. Пјесма је изузетно добро прихваћена у народу, тако да се готово заборавило оригинално ауторство. Током рата пјесникиња је створила низ пјесама с темама борбе, народних хероја и властитих тешких искустава.
Активно је учествовала у Народноослободилачком рату. Лично судјелује у осигурању доласка и боравка Владимира Назора на Кордуну, у Топуском, приликом предсједавања ЗАВНОХ-ом.
Године 1944. је ухапшена и превезена у Београд, у полицијски затвор на Савској цести, те потом у логор. Партизани успијевају да је размијене.
Након рата предложена је за добијање Партизанске споменице 1941, али је комисија одбија.
Многе њене пјесме изводе се у различитим верзијама широм земље, но због неријешеног питања ауторских права остају непотписане. Живјела је и радила у Загребу, Бјеловару и Босни, гдје је упознала супруга Бошка. Након задњег рата вратила се у своје родно село Чујића Крчевина, потпуно спаљено и напуштено током операције „Олуја“. Према последњим информацијама у опустошеном селу живи потпуно сама. Најављена биографија би требало да расвијетли неке непознате детаље из живота пјесникиње и помогне разрјешењу неспоразума око ауторства над њеним пјесмама.